# Dominio dei Canossa
Il dominio dei Canossa fu l'insieme dei territori posti sotto la signoria dei Canossa. Raggiunse la massima estensione nell'XI secolo, quando andava da Mantova, a Reggio Emilia, al Parmense, al Modenese e al Ferrarese, arrivando al mar Tirreno, inglobando tutta la Toscana (escluse le isole),  l'Umbria occidentale e la Maremma laziale, oltre a una zona della Lombardia compresa tra il Lago d'Iseo e l'Adda.

## Storia

### Le origini
I primi riferimenti a un potere territoriale dei Canossa si ha con Adalberto Atto, figlio di Sigifredo, che nel 940 iniziò a fortificare la rupe di Canossa, erigendovi un castello. Già sotto il successore, Tedaldo, il dominio si estese da Reggio Emilia a Guastalla e Mantova, oltre che a Modena fino ad arrivare a Bergamo e Brescia. Il papa Giovanni XIV gli donò Ferrara e l'imperatore gli concesse il titolo di marchio.

### I fasti
A estendere ulteriormente i territori della dinastia fu Bonifacio di Canossa. L'imperatore Corrado II il Salico gli concesse la marca di Tuscia nel 1027. Sotto di lui i confini furono estesi all'intera Emilia. Pur avendo proclamato Mantova capitale, la città rimase sempre insofferente al suo dominio. Nel 1037 con un ricevimento estremamente sontuoso sposò Beatrice di Lotaringia, che gli portò in dote vasti possedimenti nel nord Europa, fra Germania e Francia, nei pressi degli attuali Belgio e Lussemburgo.
Alla sua morte, avvenuta nel 1052, gli succedette il giovane figlio Federico, che però scomparve appena tre anni dopo. Nello stesso anno (1055), la madre Beatrice aveva sposato in seconde nozze il duca della Bassa Lorena Goffredo il Barbuto, che regnò in vece della moglie e della figlia di lei, sorella di Federico: Matilde di Canossa.

### Matilde di Canossa
Matilde divenne signora dei domini di Canossa alla morte del primo marito, Goffredo il Gobbo, nel 1076. Il suo regno si estendeva, oltre che dai territori nell'Europa settentrionale, dalla Lombardia all'alto Lazio, dalla Liguria alla Romagna. 
Pietro Diacono, nelle “Cronache Cassinesi”, definisce Matilde Domina Tusciae et Liguriae e Ludovico Antonio Muratori si riferisce a lei come Dux Tusciae et Langobardiae et Marchiae et Spoleti et Marchiae Camerinae. Infatti il ducato di Spoleto fece parte dei territori dei Canossa dal 1043, insieme a Camerino. Dal 1100 fino alla sua morte, avvenuta nel 1115, Matilde resse anche la marca di Verona. 
Nel 1111, nella sua residenza del castello di Bianello, fu nominata dall'imperatore Enrico V di Franconia vicario imperiale.

## La questione della capitale
Sebbene la dinastia abbia preso il nome dal castello di Canossa, esso non fu il vero centro politico dello Stato. Bonifacio proclamò Mantova sua capitale, ma la città lo ricambiò con l'infedeltà, rifiutando il titolo. Sostanzialmente una vera capitale non c'è mai stata: capitale era il luogo in cui il margravio soggiornava. 

Durante il suo regno, Matilde predilesse come residenza il castello di Bianello, nel cuore dell'attuale comune di Quattro Castella.

## Signori di Canossa
- Adalberto Atto, dal 940 al 988

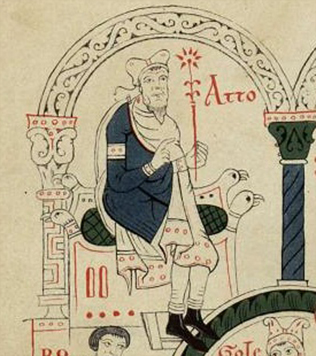
Adalberto Atto di Canossa

- Tedaldo di Canossa, dal 988 al 1012
- Bonifacio di Toscana, dal 1012 al 1052
- Federico di Toscana, dal 1052 al 1055
- Goffredo il Barbuto, duca della bassa Lorena, dal 1055 al 1069, in vece della moglie Beatrice di Lotaringia e della figlia di Bonifacio, Matilde
- Goffredo il Gobbo, duca della bassa Lorena, da 1069 al 1076, in vece della moglie Matilde
- Matilde di Canossa, dal 1076 al 1115